# IPhone 12
L'iPhone 12 és un telèfon intel·ligent dissenyat, desenvolupat i comercialitzat per l'empresa Apple Inc. El telèfon va ser presentat el 13 d'octubre del 2020, juntament amb tres models més: iPhone 12 mini, iPhone 12 Pro i iPhone 12 Pro Max. El seu llençament es va veure afectat per la pandèmia mundial de la Covid-19 ja que a causa del virus l'empresa va haver de fer el llançament un mes més tard del que s'esperava a l'inici.
Cada any l'empresa d'Apple Inc treu un telèfon intel·ligent nou. Aquest any van voler presentar l'iPhone 12 amb el lema: "Més enllà de la velocitat". Aquest lema va ser escollit perquè presentaven el primer iPhone de la història amb tecnologia 5G. També van destacar l'ús del nano xip A14 Bionic, el més ràpid en un telèfon intel·ligent fins al moment. El mòbil consta d'una pantalla OLED Super Retina XDR de cantó a cantó, fent d'aquesta manera que tot el mòbil sigui pantalla i pràcticament el marc sigui inexistent. Una pantalla a més, que van vendre com a la més resistent a les caigudes.
L'iPhone 12 és el successor de l'iPhone XR i l'iPhone 11. Es va presentar pel consumidor d'Apple com un telèfon on podies escollir el que volguessis, per això van presentar quatre models del mateix telèfon. Això significava que et podies comprar el mateix telèfon però amb diferents mides, diferents preus i diferents característiques.
Cal destacar que el telèfon consta d'una doble càmera exterior de 12 MP, iOS 14 com a sistema operatiu i a poder escollir entre cinc colors: negre, blanc, vermell, verd i blau.

## Característiques[1]

### Pantalla[2]
Ens trobem amb unes mides de pantalla iguals que l'iPhone 11 Pro, de 6,1 polzades. El seu disseny més rectangle i no tant en punt rodó (com anteriorment eren els telèfons antecedents) recorda a l'iPhone 5.
Està configurat amb alumini i vidre Ceramic Shield, més resistent que el vidre gràcies a un nou procés de cristal·lització a alta temperatura.
Té una resolució de 2532 x 1170 píxels i una densitat de píxels per polzada de 460, el telèfon té un contrast 2.000.000:1 que proporciona negres autèntics i una brillantor màxima de 1200 nits en HDR. A tot això li sumem un format 19,5:9 potenciat pel seu notch clàssic en la part superior.

### Rendiment
El cervell del telèfon mòbil és el nano xip Apple A14 Bionic, del qual Apple no ha facilitat tampoc masses dades. L'ús d'aquest xip suposa un increment de potència i eficiència energètica gràcies a estar basat en una litografia de 5 nm que, segons Apple, ofereix fins a un 50% més de velocitat que els millors xips de qualsevol altre marca.
L'aparell està acompanyat de tecnologia Neural Engine de 16 núclis, el que suposa un increment del 80% en el rendiment, i pot realitzar 11 billons d'operacions per segons incús en entorns més exigents.
Al voltant de la seva configuració de 6 nuclis funcionant a 2,5 GHz trobem l'esperat 5G que converteix l'iPhone 12 en un dels primers telèfons intel·ligents d'Apple en arribar al mercat presumint d'aquesta connectivitat tant potent. Si estem amb condicions 100% favorables, es pot arribar a una velocitat de 4Gb/s i fer ús de Smart Data, que calcula i avalua la necessitat d'utilitzar el 5G i equilibrar l'ús de dades, la velocitat i el consum en temps real.
El telèfon es va posar a la venda en tres opcions de memòria diferents: 64GB, 128GB o 256GB (fent d'aquesta manera que com més capacitat més car fos el preu). Segons les proves que es van fer en el telèfon, disposa de 4GB de RAM.

### Càmera
Probablement les càmeres són l'element diferenciador més important entre els models d'iPhone. En el cas de l'iPhone 12, trobem càmeres duals de 12MP del tipus gran angular i ultra gran angular, així com també un sensor selfie de 12MP a la part del davant. El telèfon admet fins a un zoom òptic 2x com ja ho feia l'iPhone 11 però, aquest nou model, el sensor principal té una apertura f/1.6 més àmplia, que provoca que la càmera hagi de funcionar molt millor amb poca llum.
La fotografia computacional també arriba a nous nivells en el dotzè model d'iPhone gràcies al mode Nit i al Deep Fusion, que és més ràpid i s'amplia a totes les càmeres.
Si es parla de les càmeres a nivell de gravació de vídeo, tant la càmera exterior com interior treballen amb:
- Gravació de vídeo en HDR amb Dobly Vision fins 30 f/s.
- Gravació de vídeo en 4K a 24,30 o 60 f/s.
- Gravació de vídeo en 1080p HD a 30 o 60 0 120 f/s.
- Gravació de vídeo en 720p HD a 30 f/s.

Sense espai per un sensor d'empremtes dactilars, per desbloquejar el mòbil hem de treballar amb el reconeixement facial present en la càmera frontal i el seu sensor TrueDepth. El fet de funcionar amb la càmera frontal per fer un reconeixement facial i poder desbloquejar el mòbil, Apple hi treballa des del llançament al mercat de l'iPhone X, ja que va ser el primer model en que no hi havia botó d'inici.

### Bateria
Sense carregador inclòs a la caixa, i només amb un cable USB Tipus C a Lightning, les opcions que es tenen per carregar el telèfon són comprar un carregador o utilitzar un d'un iPhone anterior. Aquest fet ha estat molt criticat pels usuaris d'Apple, ja que pel preu elevat que es paga pel telèfon es troben que no s'inclou ni carregador ni auriculars. Amb el que ha innovat Apple amb el sistema de càrrega és el sistema MagSafe, una sèrie d'imants que permeten connectar un nou carregador magnètic a l'iPhone 12 per recarregar la bateria sense necessitat de cables.
Aquesta càrrega sense fils arriba a una velocitat de 15W, mentre que la càrrega per cable és de 20W.
L'autonomia del mòbil d'Apple era fins al moment de 17 hores en reproducció de vídeo, 11 hores en streaming de vídeo i 65 hores de reproducció de música.

## Disseny
L'iPhone 12 es troba disponible en 5 colors: blanc, negre, blau, vermell i verd. En respecte als seus antecessors les seves vores són planes, característica que es repeteix en models d'iPhone més antics, com l'iPhone 5 o l'iPhone SE (primera generació).

## Preu de l'iPhone 12 a Espanya
El preu de l'iPhone 12 varia en qüestió de la capacitat en GB que comprem:
- iPhone 12 de 64GB: 909 €
- iPhone 12 de 126GB: 959 €
- iPhone 12 de 256GB: 1079 €

Aquests preus són els que Apple va posar l'any 2020, any del seu llançament.

## Taula resum[3]
| Característiques  | iPhone 12 |
| ----------------- | --- |
| Pantalla          | 6,1 polzades \| OLED Super Retina XDR                                                                                            |
| Processador       | A14 Bionic 5 nm |
| Emmagatzematge    | 64 GB / 128 GB / 258 GB |
| Preu              | 909 € / 959 € / 1079 € |
| Càmeres exteriors | Gran angular 12MP f/1.6 \| Estabilitzador òptic \| Ultra Gran Angular 12MP f/2.4 \| Smart HDR 3 \| Soporte Dobly Vision a 30 fps |
| Càmeres frontals  | 12MP \| Obertura f/2.2 \| Smart HDR 3                                                                                            |
| Bateria           | Càrrega sense fils MagSafe 15W \| Càrrega per cable 20W                                                                          |
| Connexió          | 5G |
| Altres connexions | Lightning |
| Sistema operatiu  | iOS 14 |
| Colors            | Blanc, negre, blau, verd i vermell                                                                                               |
| Dimensions        | 146.7 x 71.5 x 7.4 mm |
| Pes               | 164 grams |